# Tajudeen Oyekanmi
Tajudeen Oyekanmi (ur. 23 lutego 1969) – nigeryjski piłkarz grający na pozycji pomocnika. W swojej karierze rozegrał 2 mecze w reprezentacji Nigerii.

## Kariera klubowa
W swojej karierze piłkarskiej Oyekanmi grał w klubach Ranchers Bees FC, BCC Lions FC i belgijskim KV Kortrijk.

## Kariera reprezentacyjna
W reprezentacji Nigerii Oyekanmi zadebiutował 2 marca 1990 roku w przegranym 1:5 grupowym meczu Pucharu Narodów Afryki 1990 z Algierią, rozegranym w Algierze. Na tym turnieju zagrał również w innym meczu grupowym, z Egiptem (1:0). Był to jego drugi i zarazem ostatni mecz w kadrze narodowej.